# Sport-Verein Werder von 1899 II 2017-2018
Questa voce raccoglie le informazioni riguardanti lo Sport-Verein Werder von 1899 II nelle competizioni ufficiali della stagione 2017-2018.

## Stagione
Nella stagione 2017-2018 il Werder Brema II, allenato da Florian Kohfeldt, Miroslav Votava, Oliver Zapel e Sven Hübscher, concluse il campionato di 3. Liga al 18º posto e fu retrocesso in Regionalliga.

## Rosa
| N. |                        | Ruolo | Calciatore         |
| -- | ---------------------- | ----- | ------------------ |
| 1  | Svizzera (bandiera)    | P     | Dario Thürkauf     |
| 3  | Italia (bandiera)      | D     | Luca Caldirola     |
| 4  | Germania (bandiera)    | C     | Damir Bektić       |
| 5  | Germania (bandiera)    | D     | Dominic Volkmer    |
| 6  | Germania (bandiera)    | C     | Dennis Rosin       |
| 7  | Germania (bandiera)    | C     | Leon Jensen        |
| 8  | Germania (bandiera)    | D     | Marco Kaffenberger |
| 14 | Germania (bandiera)    | C     | Ole Käuper         |
| 15 | Germania (bandiera)    | D     | Mattis Daube       |
| 17 | Germania (bandiera)    | A     | Justin Eilers      |
| 18 | Germania (bandiera)    | C     | Leander Wasmus     |
| 19 | Germania (bandiera)    | D     | Lars Bünning       |
| 19 | Stati Uniti (bandiera) | A     | Josh Sargent       |
| 20 | Germania (bandiera)    | C     | Marc-André Kruska  |
| 21 | Germania (bandiera)    | D     | Philipp Eggersglüß |
| 22 | Germania (bandiera)    | P     | Tobias Duffner     |
| 23 | Germania (bandiera)    | C     | Boubacar Barry     |

| N. |                        | Ruolo | Calciatore         |
| -- | ---------------------- | ----- | ------------------ |
| 24 | Germania (bandiera)    | A     | Johannes Eggestein |
| 25 | Germania (bandiera)    | C     | Fridolin Wagner    |
| 26 | Germania (bandiera)    | C     | Jannes Vollert     |
| 27 | Germania (bandiera)    | C     | Idrissa Touré      |
| 28 | Paesi Bassi (bandiera) | D     | Jesper Verlaat     |
| 29 | Stati Uniti (bandiera) | A     | Isaiah Young       |
| 31 | Germania (bandiera)    | C     | Marc Pfitzner      |
| 32 | Germania (bandiera)    | A     | Rafael Kazior      |
| 33 | Austria (bandiera)     | D     | Marco Friedl       |
| 36 | Germania (bandiera)    | D     | Thore Jacobsen     |
| 37 | Ghana (bandiera)       | A     | Jonah Osabutey     |
| 38 | Germania (bandiera)    | C     | Niklas Schmidt     |
| 39 | Germania (bandiera)    | A     | Melvin Krol        |
| 41 | Cina (bandiera)        | A     | Tian Ci            |
| 43 | Germania (bandiera)    | P     | Eric Oelschlägel   |
| 47 | Gambia (bandiera)      | A     | Ousman Manneh      |

## Organigramma societario
Area tecnica
- Allenatore: Sven Hübscher
- Allenatore in seconda: Tobias Hellwig, Miroslav Votava
- Preparatore dei portieri: Manuel Klon
- Preparatori atletici: Leif Frach

## Calciomercato

### Sessione estiva
| Acquisti | Acquisti           | Acquisti          | Acquisti |
| R.       | Nome               | da                | Modalità |
| -------- | ------------------ | ----------------- | -------- |
| C        | Boubacar Barry     | Karlsruhe         |          |
| P        | Dario Thürkauf     | Basilea U19       |          |
| C        | Levent Ayçiçek     | Monaco 1860       |          |
| D        | Lars Bünning       | Werder Brema U19  |          |
| D        | Mattis Daube       | Werder Brema U19  |          |
| D        | Marco Kaffenberger | Kickers Stoccarda |          |
| A        | Melvin Krol        | Werder Brema U19  |          |
| C        | Dennis Rosin       | St. Pauli         |          |
| C        | Idrissa Touré      | Schalke 04 II     |          |
| C        | Jannes Vollert     | Werder Brema U19  |          |
| A        | Isaiah Young       | Werder Brema U19  |          |

| Cessioni | Cessioni        | Cessioni              | Cessioni |
| R.       | Nome            | a                     | Modalità |
| -------- | --------------- | --------------------- | -------- |
| C        | Levent Ayçiçek  | Greuther Fürth        |          |
| C        | Mohamed Aidara  | R.E. Mouscron         |          |
| D        | Maurice Hehne   | Hannover 96 II        |          |
| P        | Tom Pachulski   | Meuselwitz            |          |
| A        | Enis Bytyqi     | Kickers Würzburg      |          |
| A        | Abdullah Doğan  | Rehden                |          |
| P        | Jonas Hupe      | Borussia Dortmund U19 |          |
| A        | Melvyn Lorenzen | ADO Den Haag          |          |
| D        | Torben Rehfeldt | Aalen                 |          |
| C        | Björn Rother    | Magdeburgo            |          |
| D        | Luca Zander     | St. Pauli             |          |

### Sessione invernale
| Acquisti | Acquisti          | Acquisti      | Acquisti |
| R.       | Nome              | da            | Modalità |
| -------- | ----------------- | ------------- | -------- |
| C        | Marc-André Kruska | Paderborn     |          |
| D        | Marco Friedl      | Bayern Monaco |          |
| C        | Fridolin Wagner   | Zwickau       |          |

| Cessioni | Cessioni | Cessioni | Cessioni |
| R.       | Nome     | a        | Modalità |
| -------- | -------- | -------- | -------- |

## Risultati

### 3. Liga

#### Girone di andata
| Arbitro: | Heft |

|                             |           |  |
| Kazior 51’ Ayçiçek 82’, 89’ | Marcatori |  |

| Arbitro: | Kempter |

|             |           |              |
| Baumann 85’ | Marcatori | 74’ Jacobsen |

| Arbitro: | Lossius |

|                       |           |  |
| Jensen 37’ Kazior 89’ | Marcatori |  |

| Arbitro: | Mix |

|  |           |            |
|  | Marcatori | 27’ Kazior |

| Brema 19 agosto 2017, ore 14:00 CEST 5ª giornata | Werder Brema II | 0 – 0 referto | Wehen Wiesbaden | Weserstadion - Platz 11 (540 spett.)\| Arbitro: \| Bläser \| |
| Arbitro:                                         | Bläser          |               |                 |                                                              |

| Arbitro: | Winter |

|                                                        |           |              |
| Erdmann 38’ Düker 78’ Türpitz 81’ (rig.) Lohkemper 90’ | Marcatori | 43’ Jacobsen |

| Arbitro: | Bokop |

|            |           |                                  |
| Manneh 32’ | Marcatori | 17’ Keita-Ruel 81’ Brandenburger |

| Rostock 16 settembre 2017, ore 14:00 CEST 8ª giornata | Hansa Rostock | 0 – 0 referto | Werder Brema II | Ostseestadion (9 700 spett.)\| Arbitro: \| Wollenweber \| |
| Arbitro:                                              | Wollenweber   |               |                 |                                                           |

| Arbitro: | Börner |

|            |           |                                |
| Käuper 36’ | Marcatori | 58’ (rig.) Baumgärtel 89’ Manu |

| Arbitro: | Weickenmeier |

|          |           |  |
| Bahn 86’ | Marcatori |  |

| Arbitro: | Bläser |

|                   |           |            |
| Käuper 69’ (rig.) | Marcatori | 29’ Slavov |

| Arbitro: | Kornblum |

|                                                                    |           |                   |
| Srbeny 10’ Ritter 16’ Michel 20’, 34’, 46’ Schonlau 24’ Wassey 68’ | Marcatori | 54’ (rig.) Käuper |

| Arbitro: | Müller |

|           |           |                      |
| Touré 11’ | Marcatori | 40’ (rig.) Ghaddioui |

| Arbitro: | Lossius |

|           |           |  |
| Traut 41’ | Marcatori |  |

| Arbitro: | Winter |

|  |           |                                             |
|  | Marcatori | 15’, 58’ Röttger 19’, 87’ Sané 89’ Vitzthum |

| Arbitro: | Bacher |

|                      |           |            |
| Bock 16’ Eckardt 86’ | Marcatori | 77’ Kazior |

| Brema 25 novembre 2017, ore 14:00 CET 17ª giornata | Werder Brema II | 0 – 0 referto | Rot-Weiß Erfurt | Weserstadion - Platz 11 (615 spett.)\| Arbitro: \| Schult \| |
| Arbitro:                                           | Schult          |               |                 |                                                              |

| Arbitro: | Börner |

|                       |           |                      |
| Käuper 2’ Schmidt 77’ | Marcatori | 33’ Klaas 78’ Heider |

| Arbitro: | Osmanagic |

|                           |           |                       |
| Kleinsorge 13’ Wagner 59’ | Marcatori | 8’ Verlaat 75’ Manneh |

#### Girone di ritorno
| Arbitro: | Skorczyk |

|          |           |  |
| Hain 90’ | Marcatori |  |

| Arbitro: | Bläser |

|  |           |              |
|  | Marcatori | 71’ Nikolaou |

| Arbitro: | Kornblum |

|              |           |  |
| Wanitzek 25’ | Marcatori |  |

| Arbitro: | Brütting |

|                        |           |                                 |
| Schmidt 20’ Manneh 53’ | Marcatori | 56’ (rig.), 61’, 72’, 90’ Rizzi |

| Arbitro: | Börner |

|                                  |           |                 |
| Andrist 88’ Schäffler 90’ (rig.) | Marcatori | 29’, 68’ Manneh |

| Arbitro: | Schütz |

|                   |           |                                          |
| Kruska 30’ (rig.) | Marcatori | 6’ (rig.) Türpitz 87’ Butzen 90’ Schwede |

| Arbitro: | Wollenweber |

|                                |           |           |
| Dahmani 10’ Farrona-Pulido 22’ | Marcatori | 7’ Jensen |

| Arbitro: | Müller |

|            |           |               |
| Jensen 73’ | Marcatori | 29’ Benyamina |

| Arbitro: | Winter |

|                    |           |  |
| Gjasula 66’ (rig.) | Marcatori |  |

| Brema 10 marzo 2018, ore 14:00 CET 29ª giornata | Werder Brema II | 0 – 0 referto | Zwickau | Weserstadion - Platz 11 (437 spett.)\| Arbitro: \| Schwermer \| |
| Arbitro:                                        | Schwermer       |               |         |                                                                 |

| Arbitro: | Haslberger |

|                             |           |           |
| Grote 16’ (rig.) Slavov 24’ | Marcatori | 81’ Touré |

| Arbitro: | Weickenmeier |

|  |           |                             |
|  | Marcatori | 58’ Klement 62’ Antwi-Adjei |

| Arbitro: | Müller |

|                                     |           |                             |
| Wegner 31’ Rossmann 59’ Lindner 90’ | Marcatori | 5’ Rosin 82’ (aut.) Straith |

| Arbitro: | Börner |

|            |           |  |
| Kazior 27’ | Marcatori |  |

| Arbitro: | Schult |

|                       |           |                              |
| Röttger 60’ Leist 88’ | Marcatori | 14’ Kazior 66’ (rig.) Kruska |

| Arbitro: | Alt |

|                 |           |                                               |
| Kazior 10’, 45’ | Marcatori | 51’ Starke 53’ Coppens 72’ Thiele 85’ Wolfram |

| Arbitro: | Haslberger |

|  |           |                                    |
|  | Marcatori | 18’ Eilers 86’ Osabutey 90’ Jensen |

| Arbitro: | Jöllenbeck |

|          |           |             |
| Iyoha 9’ | Marcatori | 65’ Schmidt |

| Arbitro: | Kornblum |

|                      |           |                  |
| Eilers 7’ Kazior 74’ | Marcatori | 46’ (rig.) Girth |

## Statistiche

### Statistiche di squadra
| Competizione | Punti | In casa | In casa | In casa | In casa | In casa | In casa | In trasferta | In trasferta | In trasferta | In trasferta | In trasferta | In trasferta | Totale | Totale | Totale | Totale | Totale | Totale | DR  |
| Competizione | Punti | G       | V       | N       | P       | Gf      | Gs      | G            | V            | N            | P            | Gf           | Gs           | G      | V      | N      | P      | Gf     | Gs     | DR  |
| ------------ | ----- | ------- | ------- | ------- | ------- | ------- | ------- | ------------ | ------------ | ------------ | ------------ | ------------ | ------------ | ------ | ------ | ------ | ------ | ------ | ------ | --- |
| 3. Liga      | 31    | 19      | 4       | 7       | 8       | 20      | 29      | 19           | 2            | 6            | 11           | 19           | 33           | 38     | 6      | 13     | 19     | 39     | 62     | -23 |
| Totale       | 31    | 19      | 4       | 7       | 8       | 20      | 29      | 19           | 2            | 6            | 11           | 19           | 33           | 38     | 6      | 13     | 19     | 39     | 62     | -23 |

### Andamento in campionato
| Giornata  | 1 | 2 | 3 | 4 | 5 | 6 | 7 | 8 | 9  | 10 | 11 | 12 | 13 | 14 | 15 | 16 | 17 | 18 | 19 | 20 | 21 | 22 | 23 | 24 | 25 | 26 | 27 | 28 | 29 | 30 | 31 | 32 | 33 | 34 | 35 | 36 | 37 | 38 |
| --------- | - | - | - | - | - | - | - | - | -- | -- | -- | -- | -- | -- | -- | -- | -- | -- | -- | -- | -- | -- | -- | -- | -- | -- | -- | -- | -- | -- | -- | -- | -- | -- | -- | -- | -- | -- |
| Luogo     | C | T | C | T | C | T | C | T | C  | T  | C  | T  | C  | T  | C  | T  | C  | C  | T  | T  | C  | T  | C  | T  | C  | T  | C  | T  | C  | T  | C  | T  | C  | T  | C  | T  | T  | C  |
| Risultato | V | N | V | V | N | P | P | N | P  | P  | N  | P  | N  | P  | P  | P  | N  | N  | N  | P  | P  | P  | P  | N  | P  | P  | N  | P  | N  | P  | P  | P  | V  | N  | P  | V  | N  | V  |
| Posizione | 2 | 3 | 3 | 3 | 4 | 7 | 7 | 8 | 10 | 9  | 11 | 15 | 14 | 15 | 16 | 18 | 18 | 18 | 18 | 18 | 18 | 18 | 18 | 18 | 18 | 18 | 18 | 18 | 18 | 18 | 18 | 18 | 18 | 18 | 18 | 18 | 18 | 18 |

Legenda:

Luogo: C = Casa; T = Trasferta. Risultato: V = Vittoria; N = Pareggio; P = Sconfitta.

### Statistiche dei giocatori
| L. Ayçiçek      | 6  | 2 | 1  | 0 |
| B. Barry        | 6  | 0 | 0  | 0 |
| D. Bektić       | 1  | 0 | 0  | 0 |
| L. Bünning      | 18 | 0 | 3  | 0 |
| L. Caldirola    | 1  | 0 | 0  | 0 |
| T. Ci           | 0  | 0 | 0  | 0 |
| M. Daube        | 0  | 0 | 0  | 0 |
| T. Duffner      | 3  | 0 | 0  | 0 |
| P. Eggersglüß   | 36 | 0 | 8  | 0 |
| J. Eggestein    | 16 | 0 | 0  | 0 |
| J. Eilers       | 6  | 2 | 0  | 0 |
| M. Friedl       | 1  | 0 | 1  | 0 |
| U. Garcia       | 1  | 0 | 0  | 0 |
| T. Jacobsen     | 34 | 2 | 9  | 0 |
| L. Jensen       | 32 | 4 | 6  | 0 |
| A. Jóhannsson   | 1  | 0 | 0  | 0 |
| M. Kaffenberger | 2  | 0 | 0  | 0 |
| R. Kazior       | 32 | 9 | 3  | 0 |
| M. Krol         | 5  | 0 | 0  | 0 |
| M. Kruska       | 15 | 2 | 5  | 0 |
| O. Käuper       | 19 | 4 | 4  | 0 |
| O. Manneh       | 17 | 5 | 1  | 0 |
| E. Oelschlägel  | 36 | 0 | 0  | 0 |
| J. Osabutey     | 3  | 1 | 0  | 0 |
| M. Pfitzner     | 25 | 0 | 5  | 1 |
| D. Rosin        | 20 | 1 | 3  | 0 |
| J. Sargent      | 0  | 0 | 0  | 0 |
| N. Schmidt      | 30 | 3 | 3  | 1 |
| D. Thürkauf     | 0  | 0 | 0  | 0 |
| I. Touré        | 35 | 2 | 11 | 0 |
| J. Verlaat      | 22 | 1 | 1  | 1 |
| D. Volkmer      | 34 | 0 | 11 | 0 |
| J. Vollert      | 24 | 0 | 4  | 0 |
| F. Wagner       | 13 | 0 | 4  | 0 |
| L. Wasmus       | 0  | 0 | 0  | 0 |
| I. Young        | 28 | 0 | 0  | 1 |